# 献辞

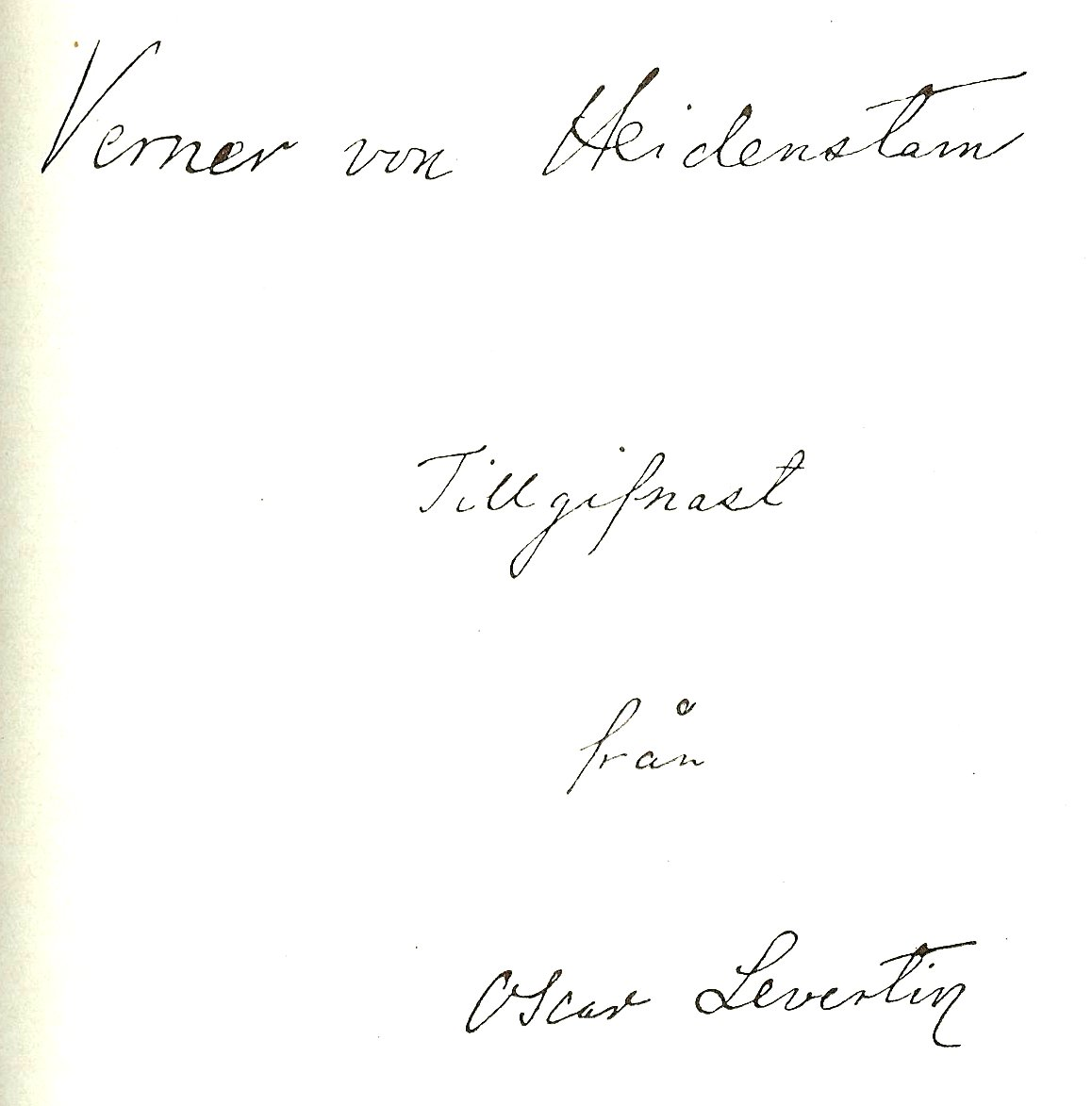
Livets fiender och Magistrarne i Österås の献辞。
ヴェルネル・フォン・ヘイデンスタムへ から。

献辞（けんじ）は、著作物を献呈することを示すことばである。献詞（けんし）、献辞文。
書籍の場合、冒頭部分（前付内）で1ページを取り、謝辞のページより前の位置に「…へ」「…に捧ぐ」などと記される。音楽の場合は楽譜に記される。

## 献辞の相手
献辞は著者が恩恵をこうむった先輩や近親者に捧げられる。
- 家族、恋人、親友など
- その人物に読ませる・聞かせるために作った作品
- 音楽の場合、初演者、もしくは希望する初演者
- 出版直前に死去した関係者
- パトロン、君主

内容にかかわった者は献辞ではなく、序文や謝辞、後書きで協力者などとして言及されることが多い。